# Lifestage
Lifestage es una aplicación perteneciente al ecosistema de Facebook que está dirigida al público adolescente con un límite máximo de 21 años disponible para IOS y Android, Esta nueva aplicación que funciona de manera independiente.
En sí esta aplicación se ha centrado en un sector de sus usuarios, funciona muy fácil , entras en la sección de Me gusta y compartes una emoción con un vídeo muy corto; si no tienes ánimo de nada o has recibido una mala noticia puedes entrar a la sección de No me gusta y compartir contenido, todo esto puedes hacerlo con la cámara de tu teléfono inteligente.

## Características
- Audiencia Adolescente
- Sencilla de utilizar
- Utilización de foto y vídeo